# Viala-du-Tarn
Viala-du-Tarn – miejscowość i gmina we Francji, w regionie Oksytania, w departamencie Aveyron. W 2013 roku jej populacja wynosiła 454 mieszkańców. Przez gminę przepływa rzeka Tarn (rzeka). Gmina położona jest na terenie Parku Regionalnego Grands Causses. 